# Fredrik Stenbock (död 1699)
Fredrik Stenbock, född 1654, död 14 februari 1699 i Stockholm, var en svensk lagman.

## Biografi
Fredrik Stenbock var son till greven Erik Stenbock och Catharina von Schwerin. Han studerade utomlands och blev 6 augusti 1671 student vid Altdorfs universitet. Stenbock blev senare assessor i kammarrevisionen och 26 maj 1682 lagman i Norrfinne lagsaga. Han blev 29 juli 1697 lagman Västmanlands och Dalarnas lagsaga. Stenbock avled 1699 i Stockholm och begravdes 4 november 1700 i Linholmens grav, i Strö kyrka.

### Egendom
Han var greve till Bogesund.

### Familj
Stenbock gifte sig 19 juli 1681 i Sankt Nikolai församling, Stockholm med friherrinnan Helena Creutz (1657–1730), dotter till riksrådet och amiralgeneralen Lorentz Creutz och friherrinnan Elsa Duwall. De fick tillsammans dottern Ulrika Eleonora Stenbock (1694–1695). Efter Stenbocks död gifte Helena Creutz om sig med generalen friherre Georg Johan Maydell.